# Paul Caruel de Saint-Martin
Pour l’article homonyme, voir Saint-Martin.
Le baron Paul Caruel de Saint-Martin, né le 8 décembre 1809 à Paris et mort le 26 octobre 1889 à Paris est un homme politique français, maire du Chesnay, conseiller général de Seine-et-Oise et député bonapartiste sous le Second Empire.

## Biographie

### Origines
Son père, Jean-Baptiste Caruel de Saint-Martin (1757-1847), était issu d'une ancienne famille normande ; il fut anobli par lettre patente de Louis XVIII du 30 août 1817, qui lui attribua le titre de baron de Favreuse. Il fit fortune dans la manufacture de tabacs sous la Révolution et l'Empire en s’associant avec son oncle Pierre-Antoine Robillard et le neveu de ce dernier Jacques-Florent Robillard pour acheter la ferme des tabacs sise au 12 boulevard de Montmartre à Paris, puis en 1800, pour acquérir la manufacture des tabacs de l'hôtel de Longueville, place du Carrousel. Avec un capital de 1 400 000 francs, la société « Robillard, oncle, neveux et Cie » occupe alors le quatrième rang des entreprises parisiennes sous le Consulat et l'Empire. La fortune des actionnaires de la société s'accroît rapidement grâce aux ventes de tabacs réalisées par la manufacture pendant les campagnes militaires de la Révolution et du Premier Empire.
Parmi les multiples propriétés dont Jean-Baptiste Caruel de Saint-Martin fit l'acquisition en Île-de-France, figure en 1802 le château du Grand-Chesnay, au Chesnay, mais également le château de Launay, à Villiers-le-Mahieu, et à Paris l'hôtel d'Onzembray, rue de Lille, ou l'hôtel de Livry, rue de l'Université. Il sera nommé maire de la commune par décret impérial et le restera jusqu'en 1821.
Il épousa le 22 mai 1807 une jeune fille noble, Alexandrine-Modeste de Saint-Martin (1785-1875), de 30 ans sa cadette, union d'où naquit deux fils : Louis-Sylvestre Caruel de Saint-Martin né en 1808 (mort sans postérité), et Paul Caruel de Saint-Martin né en 1809. Les Saint-Martin se sont illustrés tout au long du XVIIIe siècle au service de la Compagnie des Indes. Le grand-père de la baronne Caruel de Saint-Martin, Didier de Saint-Martin, fut Gouverneur des Îles de France (île Maurice) et de Bourbon (île de La Réunion) puis Syndic de la Compagnie des Indes.
Le futur peintre Théodore Géricault (1791-1824), neveu de Jean-Baptiste Caruel de Saint-Martin, sera le parrain de Paul Caruel de Saint-Martin (Géricault résidera plusieurs années au château du Grand-Chesnay entre 1812 et 1818 et aura une relation avec sa tante par alliance, Alexandrine, d'où naîtra un fils Georges Hippolyte en 1818). Jean-Baptiste Caruel de Saint-Martin sera fait baron en 1819 après avoir ajouté en 1818 à son patronyme celui de son épouse.

### Banque de France
Napoléon Ier fera appel à Jean-Baptiste Caruel de Saint-Martin pour être un des principaux actionnaires de la nouvelle Banque de France, qui portera la famille Caruel de Saint-Martin dans la liste des Deux-Cents familles. Jean-Baptiste Caruel de Saint-Martin en sera un des plus importants actionnaires avec près de 488 actions.
Les descendants Caruel de Saint-Martin en resteront actionnaires et siègeront aux assemblées générales jusqu'à la fin de la Seconde Guerre mondiale, la Banque de France étant nationalisée par l'Etat français le 1er janvier 1946.

### Carrière
Paul Caruel de Saint-Martin étudie le droit et les langues étrangères. Polyglotte, il parle l'anglais et l'allemand et étudie l'arabe, le persan et l'hindoustani, il voyagera d'ailleurs en Inde. Après avoir hérité de la fortune paternelle, il est élu maire du Chesnay, de 1848 à 1869 (une rue y est nommée d'après lui). Il fut élu au Corps législatif le 29 février 1852, député de la 1re circonscription de Seine-et-Oise (arrondissement de Versailles) avec 17 040 voix pour 20 381 votants (contre 443 au général Changarnier et  au de 366 à d'Albert de Luynes, qui n'étaient d'ailleurs tous deux pas candidats). Il fit partie de la majorité parlementaire et participera à l'établissement de l'Empire qu'il soutiendra constamment. Il sera réélu en 1857 (16 986 voix contre 6192 pour M. Landrin) et en 1863 (16 314 voix contre 11 768 pour Barthelemy de Saint-Hilaire). Il ne se représenta pas en 1869. Il sera également, comme son père, l'un des Deux-Cents actionnaires de la Banque de France, sous le Second Empire. En 1854, le baron Paul Caruel de Saint-Martin est nommé président de la société de secours mutuel Les Ménages Prévoyants par décret impérial. Fondée le 26 avril 1854 à Versailles, il s'agit d'une des plus anciennes mutuelles de France, qui est toujours active aujourd'hui sous le nom de LMP. Il la présidera jusqu'en 1874.
Il meurt à Paris à près de 80 ans et est inhumé au cimetière du Chesnay. Son épouse disparaîtra huit ans plus tard dans l'incendie du Bazar de la Charité.

### L'hôtel particulier Caruel de Saint-Martin

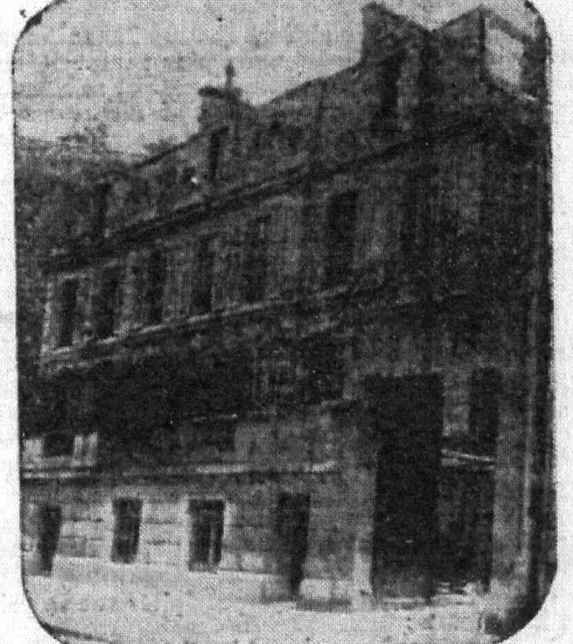
Façade de l'hôtel particulier Caruel de Saint-Martin au 7 avenue Hoche (en 1906)

Dans les années 1860, Paul Caruel de Saint-Martin fit bâtir sur les plans de l'architecte Charles Brouty (1823-1885) un vaste hôtel particulier à Paris, 7 avenue Hoche.
Développant une surface habitable de 1700 m², l'hôtel particulier familial va devenir le centre de fastueuses réceptions que les Caruel de Saint-Martin vont donner pendant plusieurs décennies. De la chute du Second Empire jusqu’à la fin du XIXe siècle, la baronne Caruel de Saint-Martin va en faire, par l’ouverture d’un salon littéraire et artistique, un des lieux les plus prisés de la capitale.
« La baronne de Caruel de Saint-Martin a repris lundi dernier ses réceptions qu’avait interrompue la Semaine Sainte. Le bel hôtel de l’avenue Hoche étincelait de lumières et de fleurs pour fêter les dix-huit printemps de Melle de Saint-Martin. Malgré l’espace, qui ne manque pas dans l’hôtel, la baronne, qui connait tout Paris, recevra par série, toutes les semaines. Lundi c’était un bal blanc, dont toute femme en puissance de mari avait été rigoureusement écartée. On admirait surtout Melles de Monico, de Morassin, de Boislandry, de Livois de Vatry, de Marivaux, Deslandes de Saugy, Texeira, Levert et della Rocca. Les danseurs ont donné toute la soirée avec entrain. Le vicomte de Saint-Geniès, le prince de Scey, le vicomte de Reiset, baron de Latour, de Préaudan de Boutré, vicomte de Changy, comte de Monteynard, prince de Perdi-Fumo. »

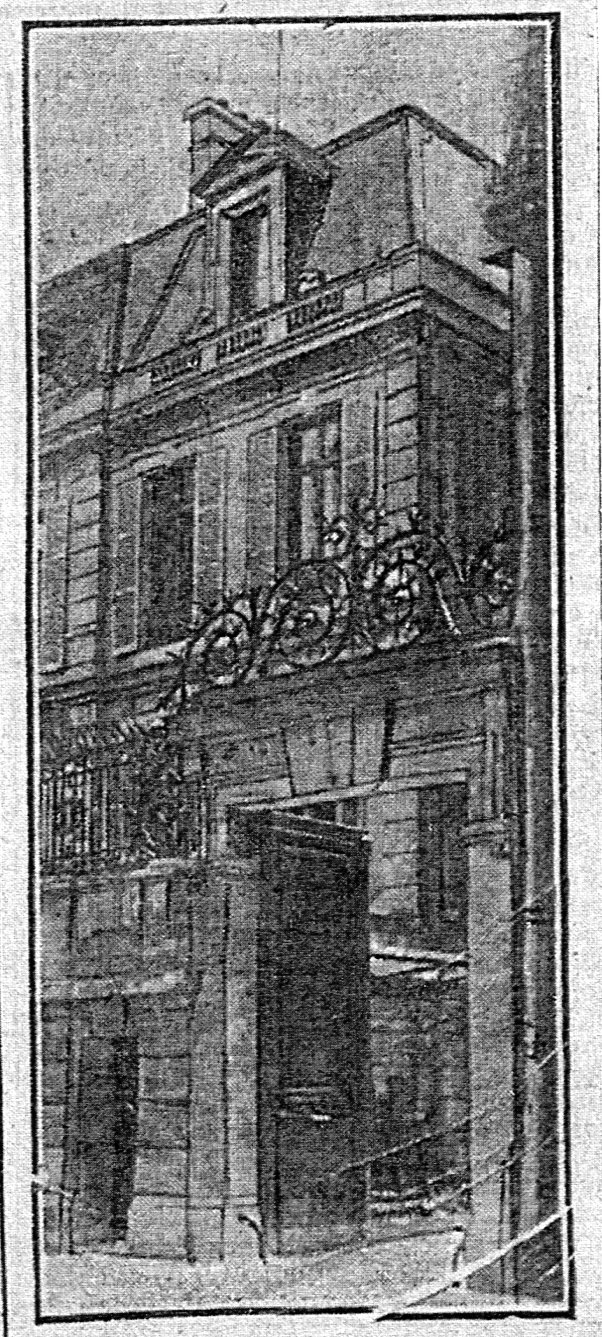
Une des entrées latérales de l'hôtel particulier (en 1906)

« La baronne Caruel de Saint-Martin a donné hier, dans son bel hôtel de l’avenue Hoche, en l’honneur de la comtesse d’Eu, une ravissante matinée musicale avec un très beau programme, interprété par la princesse Alexandre Bibesco, la baronne de Muritiba et M. White. Dans l’assistance, l’élite de la Société parisienne. »
« La baronne de Caruël de Saint-Martin, née de Saint-Marsault, rouvrait hier les somptueux salons de son hôtel de l’avenue Hoche, qui étaient restés clos depuis la mort du baron, le regretté député au Corps législatif. La reine Nathalie de Serbie daignait honorer de sa présence cette réception, dont les honneurs lui étaient faits par la baronne de Saint-Martin, assistée de son gendre, le marquis de Partz. On a entendu un délicieux concert, où la princesse Bibesco et le comte de Gabriac se sont partagé les applaudissements de l’aristocratique assistance, parmi laquelle nous reconnaissons le comte et la comtesse de Damas, née de Juigné, le vicomte et la vicomtesse de Janzé, née de Choiseul, la comtesse de Rochechouart, née de la Rochejaquelein, le comte et mademoiselle de Riancey, le comte et la comtesse de Quélen, la marquise de Saint-Jean et la baronne de Baye, la comtesse de Lagrené, la comtesse de Pellan, MM. de Saint-Amand, d’Hébrard, des Coustures, de Saint-Priest, de Job, de Villereau, de Munkacsy, de Forceville, etc. etc. »

À la mort de la baronne Caruel de Saint-Martin en 1897, l’hôtel est mis en vente par ses enfants, le baron Didier Caruel de Saint-Martin et la marquise de Partz de Pressy, et adjugé aux enchères le 29 juin 1897 avec une mise à prix à 600.000 francs. C'est finalement un richissime américain M. Whitcomb qui l’emporte et qui conserve l’immeuble jusqu’en 1906, date à laquelle sa veuve Mme Whitcomb cède l’hôtel à l’empire du Japon pour en faire son ambassade française à Paris pour un montant de 1.400.000 francs.

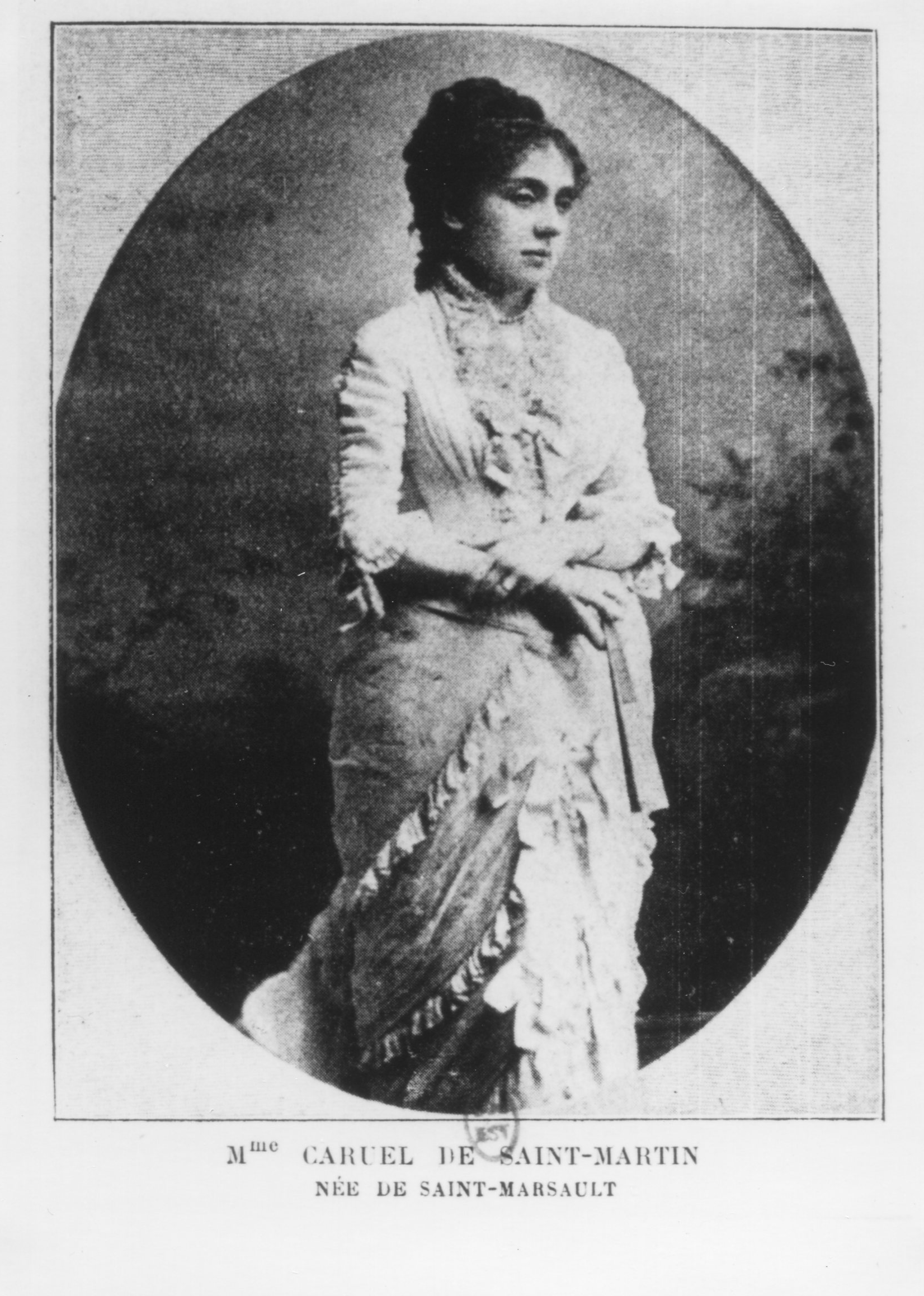
La baronne Caruel de Saint-Martin, née Elisabeth Green de Saint-Marsault (1836-1897)

« M. Kurino a choisi pour résidence un très bel immeuble, 7 avenue Hoche, à proximité du parc Monceau. C’est une véritable demeure princière. Les salons du rez-de-chaussée en sont vastes et artistiquement décorés. Ils sont éclairés par sept portes-fenêtres donnant accès, de plain-pied, sur une terrasse spacieuse d’où l’on jouit d’une vue agréable. Deux étages le rehaussent dans lesquels seront aménagés les appartements privés de l’ambassadeur et de Mme Kurino, et les bureaux de la chancellerie. Un jardin bien ombragé s’étend derrière l’hôtel. Des jardiniers ont commencé à y dessiner de verdoyantes pelouses, à y édifier de somptueuses corbeilles de fleurs et à y tracer de belles allées dans lesquelles les diplomates pourront deviser de politique étrangère à l’abri des oreilles indiscrètes. Des travaux de réfection s’imposent. Ils seront terminés dans le mois prochain, et, dans les premiers jours d’août, l’ambassadeur et sa suite pourront prendre possession de l’hôtel qu’ils inaugureront l’hiver prochain. »
Les deux guerres mondiales passent et l’hôtel demeure le siège de l’ambassade du Japon qui se retrouve de plus en plus à l’étroit dans ses salons de réception créés pour les fastes passés du Second Empire. Un peu plus d’un siècle après sa construction, le Japon décide la démolition de l’hôtel particulier pour le remplacer par un ensemble d’architecture moderne, toujours actuel siège de l'ambassade du Japon. L’hôtel, qui ne bénéficie alors d’aucune protection juridique, n’étant ni classé ni même inscrit au titre des Monuments Historiques, est finalement détruit au cours de l’année 1966.

### Mariage et descendance
Paul Caruel de Saint-Martin épousa le 20 avril 1857, à Versailles, Elisabeth Green de Saint-Marsault (1836-1897), fille ainée du préfet de Seine-et-Oise, le comte de Saint-Marsault, dont il eut deux enfants : Didier né en 1860 (dont postérité Berthelemot Caruel de Saint-Martin), et Modeste née en 1865 (dont postérité Oudinot de Reggio).

### Demeures
- Domaine de la Boulie, à Jouy-en-Josas[13]
- Château du Grand-Chesnay, au Chesnay près de Versailles[13],[14]
- Château de Launay, à Villiers-le-Mahieu[13]
- Domaine de Favreuse (baronnie édifiée en majorat sous Louis XVIII), à Bièvres[13]
- Hôtel d'Onzembray (ou du Président Duret), à Paris (VIIème arrondissement), 67 rue de Lille
- Hôtel de Bragelongne (ou de Cambacérès), à Paris (VIIème arrondissement), 21 rue de l'Université[15]

- Hôtel de Livry, à Paris (VIIème arrondissement), 23 rue de l'Université[15]

- Hôtel Caruel de Saint-Martin, à Paris (VIIIème arrondissement), 7 avenue Hoche (détruit en 1966)
- Château du Verdier, à Eyburie, en Limousin
- Maison Guibout, au Chesnay[16]
- Villa Saint-Nudec, à Batz-sur-Mer[17]

## Sources
- Géricault au Chesnay de Jean-Louis Berthet, 1991
- « Paul Caruel de Saint-Martin », dans Adolphe Robert et Gaston Cougny, Dictionnaire des parlementaires français, Edgar Bourloton, 1889-1891 [détail de l’édition]